# Lindsay (cantante)
Lindsay, pseudonimo di Lindsay De Bolle (Ninove, 11 agosto 1978), è una cantante belga.
Lindsay è sorella minore del cantante fiammingo Christoff, con il quale ha fatto il suo debutto musicale nel 1996 con il singolo We nemen elkaar zoals we zijn, che ha raggiunto la tredicesima posizione della classifica delle Fiandre.
Lindsay non ha pubblicato nient'altro fino a giugno 2008, quando il suo primo singolo da solista, Van 's morgens vroeg tot 's avonds laat, è stato lanciato sul mercato e ha raggiunto la quinta posizione della classifica fiamminga. L'estate successiva è uscito l'album di debutto numero uno della cantante, De mooiste dag, da cui sono state lanciate anche le hit Kus me e Ik lig nog steeds van jou te dromen.
Dopo una collaborazione da top five con Dennie, Mieke ed il fratello Christoff, intitolata Zaterdagavond, ad ottobre 2010 esce 100%, il secondo album di Lindsay, che raggiunge la posizione numero quattro nelle Fiandre e produce singoli come Voor 100%, Deze nacht mag eeuwig duren e Een bosje bloemen voor je moeder. A settembre 2011 esce il primo singolo estratto dal terzo album di Lindsay, Als jij me kust (dan is het zomer), che non riesce a raggiungere il successo dei precedenti, arrivando solo alla trentaduesima posizione. Di conseguenza, anche l'album, De sleutel van mijn hart, uscito tre settimane dopo, raggiunge solo l'ottava posizione.

## Discografia
- 2009 - De mooiste dag
- 2010 - 100%
- 2011 - De sleutel van mijn hart
- 2012 - Het beste en meer - 5 zomers lang
- 2014 - Liefde en muziek
- 2015 - Dichtbij
- 2017 - Liefde en vertrouwen
- 2018 - 10 jaar